# Busuu
Busuu este o platformă de învățare a limbilor străine disponibilă pe web, iOS și Android, care permite utilizatorilor să interacționeze cu vorbitori nativi. În 2021, compania Chegg a achiziționat Busuu pentru 436 de milioane de dolari.

## Istoric
Busuu a fost fondată în ianuarie 2008 de Bernhard Niesner și Adrian Hilti. Compania a fost lansată cu o versiune gratuită a site-ului său și și-a deschis primul birou în Madrid.
Numele Busuu provine de la limba pe cale de dispariție Busuu, vorbită în Camerun. Conform unui studiu etnologic din anii 1980, doar opt persoane mai puteau vorbi această limbă la acea vreme. În 2010, Busuu a creat un curs scurt pentru a încuraja oamenii să învețe limba Busuu folosind platforma Busuu.
După ce a finalizat o rundă de finanțare de tip Seria A în valoare de 3,5 milioane de euro din partea PROfounders Capital și a investitorilor privați în 2012, Busuu și-a îmbunătățit funcționalitățile și și-a mărit cota de piață la nivel global. În același an, compania și-a mutat birourile și personalul într-un sediu din Londra, care a rămas biroul principal al Busuu de atunci.
În mai 2016, compania a lansat Busuu pentru Organizații, o platformă de învățare a limbilor străine destinată universităților și companiilor. Folosind platforma, organizațiile le pot oferi studenților sau angajaților acces la Busuu Premium, iar organizațiile pot urmări progresul învățării și utilizarea aplicației în timp. Au fost create cursuri personalizate pentru organizații precum Uber, incluzând lecții despre situațiile specifice pe care le-ar întâlni un șofer Uber cu pasagerii săi.
În 2016, Busuu a fost partener de lansare pentru Google Home Assistant, oferind lecții activate prin voce în limba spaniolă; în 2017, a lansat o aplicație de realitate virtuală pentru învățarea limbii spaniole, disponibilă pentru Oculus Gear și Oculus Go, iar în 2018, Busuu a lansat un test de înțelegere pentru platforma Amazon Alexa.
Pe 29 noiembrie 2021, compania de tehnologie educațională Chegg a anunțat că va achiziționa Busuu pentru aproximativ 436 de milioane de dolari (385 milioane de euro), cu finalizarea tranzacției așteptată la începutul lui 2022.